# C. J. Hobgood
Clifton James Hobgood (Melbourne, 6 luglio 1979) è un surfista statunitense.
Nel 1999 venne eletto esordiente dell'anno nell'ASP world tour, e nel 2001 ha vinto il titolo mondiale.

## Vittorie in carriera
- 2008
  - O'neill World Cup of Surfing, Sunset Beach, Hawaii, (WQS)
  - Billabong Pro Mundaka
- 2004
  - Billabong Pro Teahupoo - Tahiti
  - Japan Quiksilver Pro, Chiba - Giappone
- 2000
  - Hossegor Rip Curl Pro, Hossegor - Francia